# فيليب هاردويك

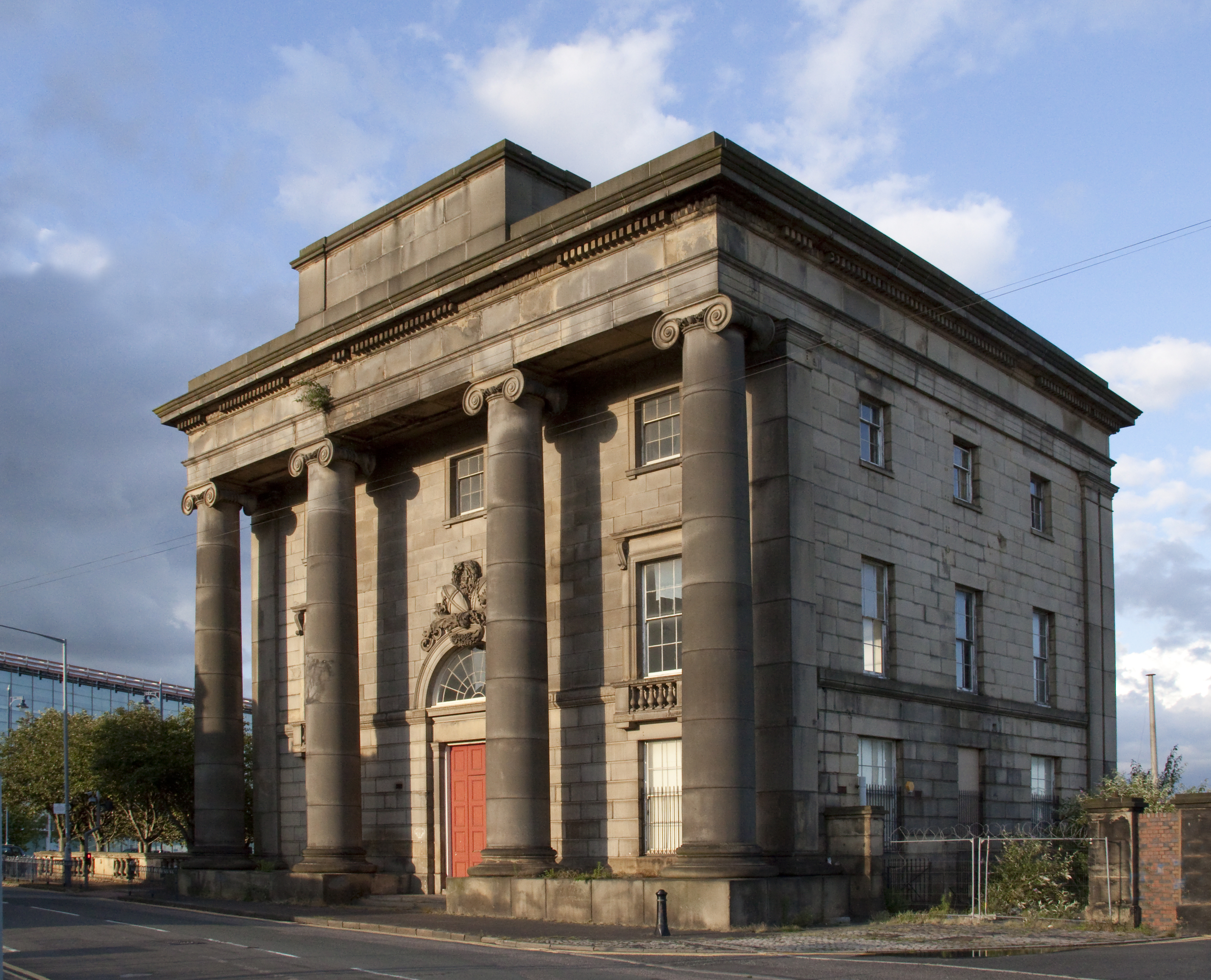
أسلوب فيليب هاردويك الأيوني في محطة كرزون شارع في برمنغهام، افتتح في عام 1838

فيليب هاردويك (بالإنجليزية: Philip Hardwick) (لندن 15 يونيو 1792 - 28 ديسمبر 1870) كان مهندس معماري انجليزي، مرتبط بصورة خاصة بتصميم محطات السكك الحديدية والمستودعات في لندن وأماكن أخرى. اشتهر هاردويك على الارجح في فترة هدم قوس أوستون في لندن ومحطته التوأم في برمنغهام شارع كرزون، والتي تقف اليوم كأقدم محطة للسكك الحديدية في العالم.

## المشوار المهني
ولد هاردويك في منطقة 9 راثبون (إلى ان هدمت) في وستمنستر، لندن. تلقى تعليمه في مدرسة الدكتور روابي في ميدان سوهو، وتدرب كمهندس معماري في عهدالده، توماس هاردويك (الأبن) (1752-1829)، الذي كان بدوره نجل المهندس توماس هاردويك الأب (1725-1798). اسم العائلة هاردويك يمتد أكثر من 150 عاما في تاريخ العمارة البريطانية.
دخل فيليب هاردويك في مدارس الأكاديمية الملكية في عام 1808 ثم درس في فرنسا وإيطاليا من 1815 إلى 1819. وبعد سفره إلى أوروبا، تولى عن والده كمساح لمستشفى سانت بارثولوميو في لندن.و هذا المنصب مر في وقت لاحق لابن فيليب - فيليب تشارلز هاردويك، وهذا يعني أن ثلاثة أجيال متتالية من العائلة شغلت هذا المنصب.

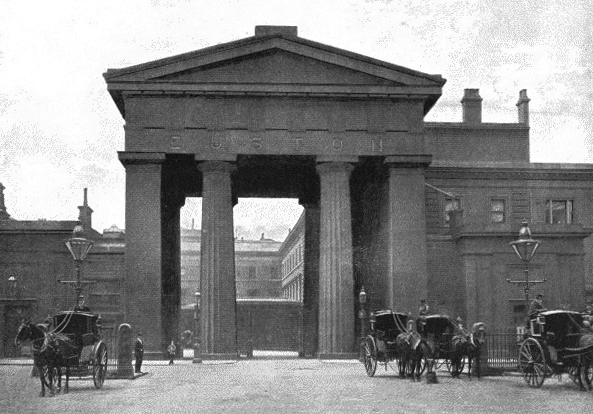
قوس يوستون, حوالي سنة 1896

في عام 1825 تم تعيينه كمعماري في شركة الحوض سانت كاترين، والذين قام بتصميم مباني الحوض، توماس تيلفورد صمم الاحواض بنفسه. في عام 1829 أصبح مهندس في شركة الصاغة (كولد سمث) "، وصمم قاعة جديدة لهم الذي افتتح في سنة 1835.وفي عام 1836 أصبح هاردويك المهندس المعماري للسكك الحديدية في لندن وبرمنغهام. وبنى بروبليوم دوريكي كبير، والذي أصبح معروف باسم قوس أوستن كمدخل لخطوط السكك الحديدية في محطة أوستن. في عام 1838 قام ببناء محطة شارع كرزون باسم محطة برمنغهام للسكك الحديدية. وهو مكعب مبنى من ثلاثة طوابق بأسلوب أيوني، مع رواق من أربعة أعمدة أيونية عملاقة.
في قاعة بارهم في 1822-3، على موقع منزل مهدم منذ القرن السادس عشر، اعتمد هاردويك الأسلوب اليعقوبي، وذلك باستخدام الطوب الأحمر مع الحجر الجيري. وقد استخدم الطوب الأحمر أيضا في جمعية لنكولن، في 1843- 5، هاردويك بالتعاون مع ابنه، بنى قاعة جديدة ومكتبة. واستخدموا أسلوب تيودور، والطوب الأحمر اختلف مع زخرفة الطوب الأسود ، وأستخدم هاردويك كل من النمط الكلاسيكي، كما في كنيسة المسيح، شارع كوسوي، مرليبون (1824-1825)، والقوطية، كما في الثالوث الأقدس، بولتون (1823-1825)، سانت جون، كاتفورد (1854) والكنيسة الملكية حامية، الدرشوت (1863)
اكتسب هاردويك سمعة كمساح ووظف من قبل عقارات جسر وستمنستر، الحوزة بورتمان لندن، مستشفى غرينتش، وحوزة المركز الثاني من ساليسبري (1829-1835). وكان مساح أيضا ل آرثر ويلزلي، الدوق الأول لولينغتون (من 1842)، وساعد السير فرانسيس سميث في تصميم ثكنة ويلينغتون بجوار قصر بكنجام في عام 1833.
في عام 1831 والده بالتبني، المهندس المعماري جون شو كبير، ساعد المنتخب هاردويك كزميل في الجمعية الملكية. كان هاردويك أحد الأعضاء المؤسسين للمعهد المعماريين البريطانيين (1834) - في وقت لاحق (1837) RIBA - وكان عضوا في معهد المهندسين المدنيين. في عام 1839 كان واحدا من لجنة الحكام للبناء الملكي الجديد في مدينة لندن، وعين لتحديد تصميم لمتحف أكسفورد في عام 1854. وانتخب مساعدا في الأكاديمية الملكية في عام 1839، وأصبحت الملكية أكاديمية في عام 1841
ي عام 1854، حصل على وسام الذهب الملكي السابع للهندسة المعمارية.

## الأسرة والتلاميذ

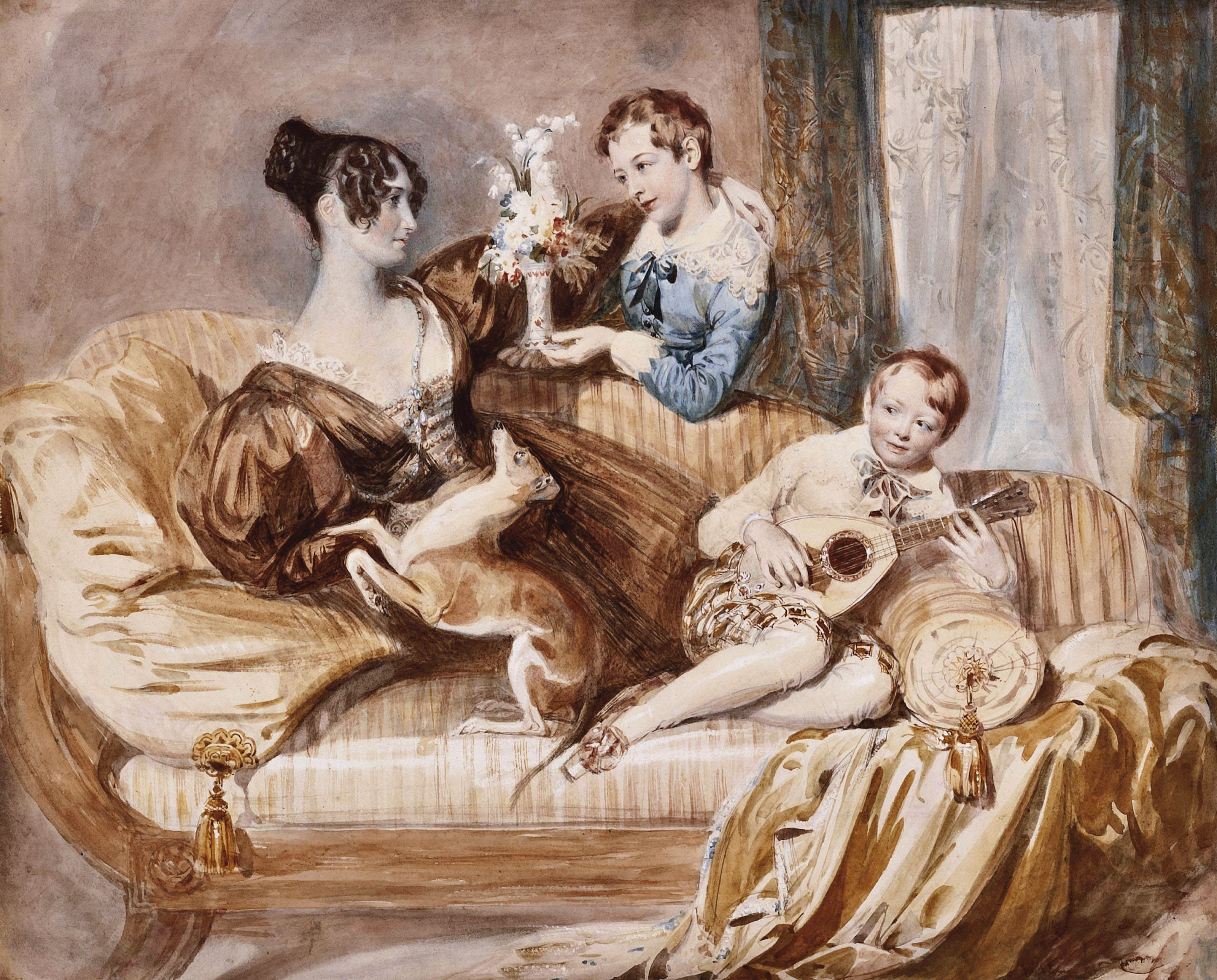
جوليا هاردويك، مع ابنيها، بريشة دانيال ماكليس. فيليب تشارلز هاردويك على اليمين.

تزوج فيليب من جوليا شو في العام 1819 في كنيسة سانت جيمس، بيكاديللي. ووالد جولياهو جون شو الأب (1776-1832)، وشقيقها جون شو الابن (1803-1870)، وكان كل منهما معماريين. عاشت العائلتين بالقرب من داخل إحدى أحياء وستمنستر وهولبورن. وكان لفيليب هاردويك ابنان، أكبرهم مات من الجدري في حين لا يزال في إيتون ، أما أبنه الأصغر سنا، فيليب تشارلز هاردويك، ولد في عام 1822 وتدرب كمهندس معماري تحت إمرته. بدأ فيليب تشارلز العمل في الشركة نحو 1843.
شمل تلاميذ فيليب هاردويك: جون وبورو بيرسون، المحيي القوطي المعماري لكاتدرائية ترورو، توماس هنري وايت (1807-1880)، تي روجر سميث (1830-1903) ، وتشارلز لوك إيستليك (1836-1906).
كان هاردويك صديقا مقربا للفنان جي إم دبليو تيرنر (1775-1851)، الذي كان تلميذ عند والده.و في عام 1851 اختار تيرنر هاردويك باعتباره المنفذ لإرادته.
دفن هاردويك وجزء كبير من عائلته الكبيرة في مقبرة كنسل الخضراء.

## قوس أوستون
من المرجح أن يكون من أكثر أعمال هاردويك المعروفة هما "بروبليوم"(1837) وقوس أوستن الدوريكي في محطة أوستون القديمة، مصممة للسكك الحديدية في لندن وبرمنغهام وبكلفة 35,000 £. مثل إنيغو جونز قبل نحو 200 عاما، وكان هاردويك تم مستوحاة من الهندسة المعمارية الإيطالية، بعد رحلة إلى إيطاليا في 1818-1819.
على الرغم من جهود جون بيتجمان ومجموعة من المحافظين على البيئة، تم هدم قوس أوستن في 1960م في وقت مبكر. وتم تخزين أبواب القوس في المتحف الوطني للسكك الحديدية في يورك. في عام 1994 مؤرخ دان كروكشانك اكتشف 4000 طن، أو حوالي 60٪ من حجارة القوس مدفونة في قاع نهر ليا في الطرف الشرقي من لندن، بما في ذلك حجارة العتب مع حروف أوستون مذهبة. وقد فتح هذا الاكتشاف إمكانية إعادة بناء القوس.

## مشاريع أخرى
- توسيع قاعة كنير في تويكنهام، حوالي 1820 .
- كنيسة الثالوث الأقدس، بولتون، مانشستر الكبرى، 1825 .
- كنيسة المسيح، شارع كنيسة كوسوي مارليبون.[6]
- مستودعات في احواض سانت كاثرين (مخطط الاحواض الرئيسي صممت من قبل توماس تيلفورد)، 1827-1828
- قاعة غولدسميث الثالثة، 1829-1835 .
- سقف سانت مايكل وكنيسة جميع الملائكة، هوتون-لو-الربيع، دورهام.
- مدينة نادي لندن، وبناية أخرى بارزة للطراز الإيطالي في بلدين، 1833-1834 [11]
- سيفتون قصرالبيت، ساحة بلجريف، الآن هي الكلية الملكية للدراسات الدفاعية، 1842
- القاعة الكبرى في لنكولن والأضافة الجديدة لمباني الحجر، بمساعدة ابنه وجون بيرسون وبورو، بتكلفة أكثر من 55,000 £، 1843-1845
- مخازن في حوض ألبرت، مع مهندس الدوق جيسي هارتلي، ليفربول، وهي الآن جزء من لليونسكو المدينة العالمية للتراث ليفربول البحرية التجارية، 1846-1847
- ملجاء الملك وليام البحري، الذي يعرف الآن باسم الملكة أديلايد لبيوت الفقراء، وطريق وسانت جونز (تأسس 1847)، الذي بناه 1848 حسب تصاميمه بناء على طلب الملكة أديلايد ساكس مينينجن، أرملة الملك وليام الرابع، لتوفير المأوى لاثنتي عشر من الأرامل والأيتام لبنات الضباط البحرية.[12] والان هي مساكن خاصة.

- مدرسة الماسونيين الملكية "للبنات، واندسوورث، 1851[13]
- كنيسة القديس يوحنا، فالى سانت جون، كاتفورد، 1854. مزين بأسلوب قوطي.[7]
- مسلة النصب التذكاري للمستكشف يوسف رينيه بيلوت، غرينتش، 1855
- كنيسة جميع القديسين، هاكني، 1856[14]
- مدرسة الفروسية والاسطبلات في حديقة ثكنة هايد، لندن، 1857 (هدم)

## معرض رسوم

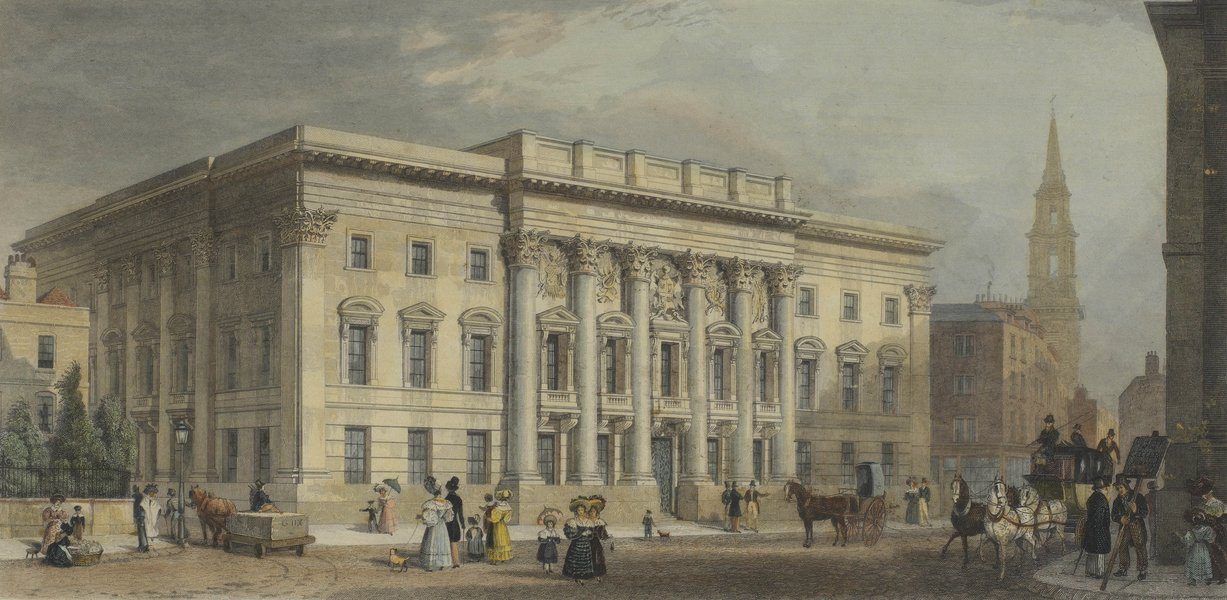
Worshipful Company of Goldsmiths Hall
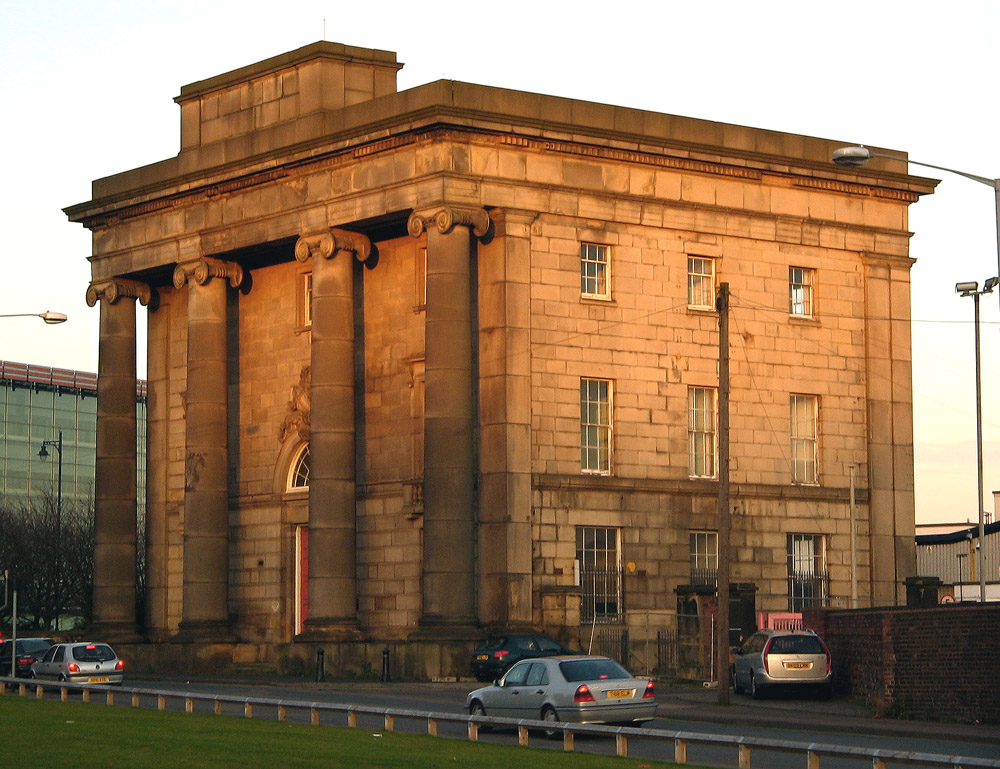
Curzon Street railway station, side view
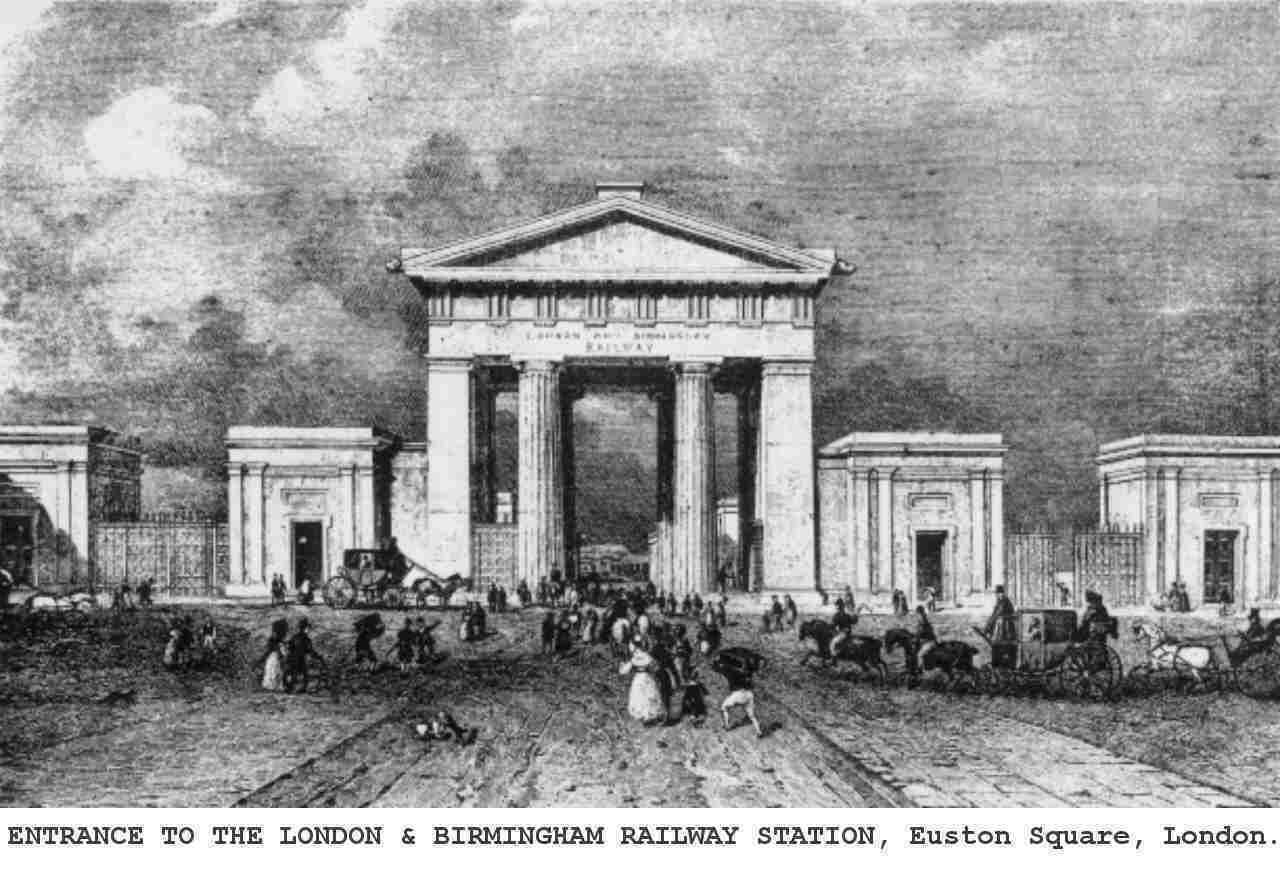
قوس أوستن , حوالي عام 1851
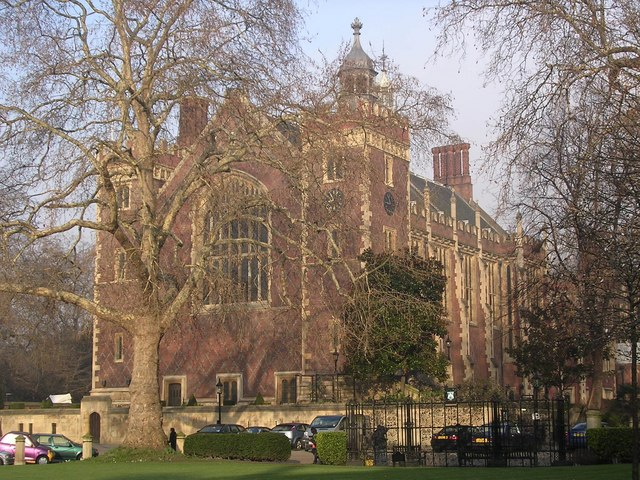
Great Hall, Lincoln's Inn القاعة الكبيرة لجمعية لنكولن

## روابط خارجية
- Online biography at victorianweb.org